# Polygonoideae
Sous-famille
Les Polygonoideae sont une sous-famille de plantes à fleurs de la famille des Polygonaceae. Elle comprend cinq tribus et vingt-et-un genres, dont Polygonum qui est le genre type. C'est notamment la sous-famille de la Rhubarbe. Elle fait partie des trois sous-familles de Polygonaceae avec les Eriogonoideae et les Symmerioideae.

## Description

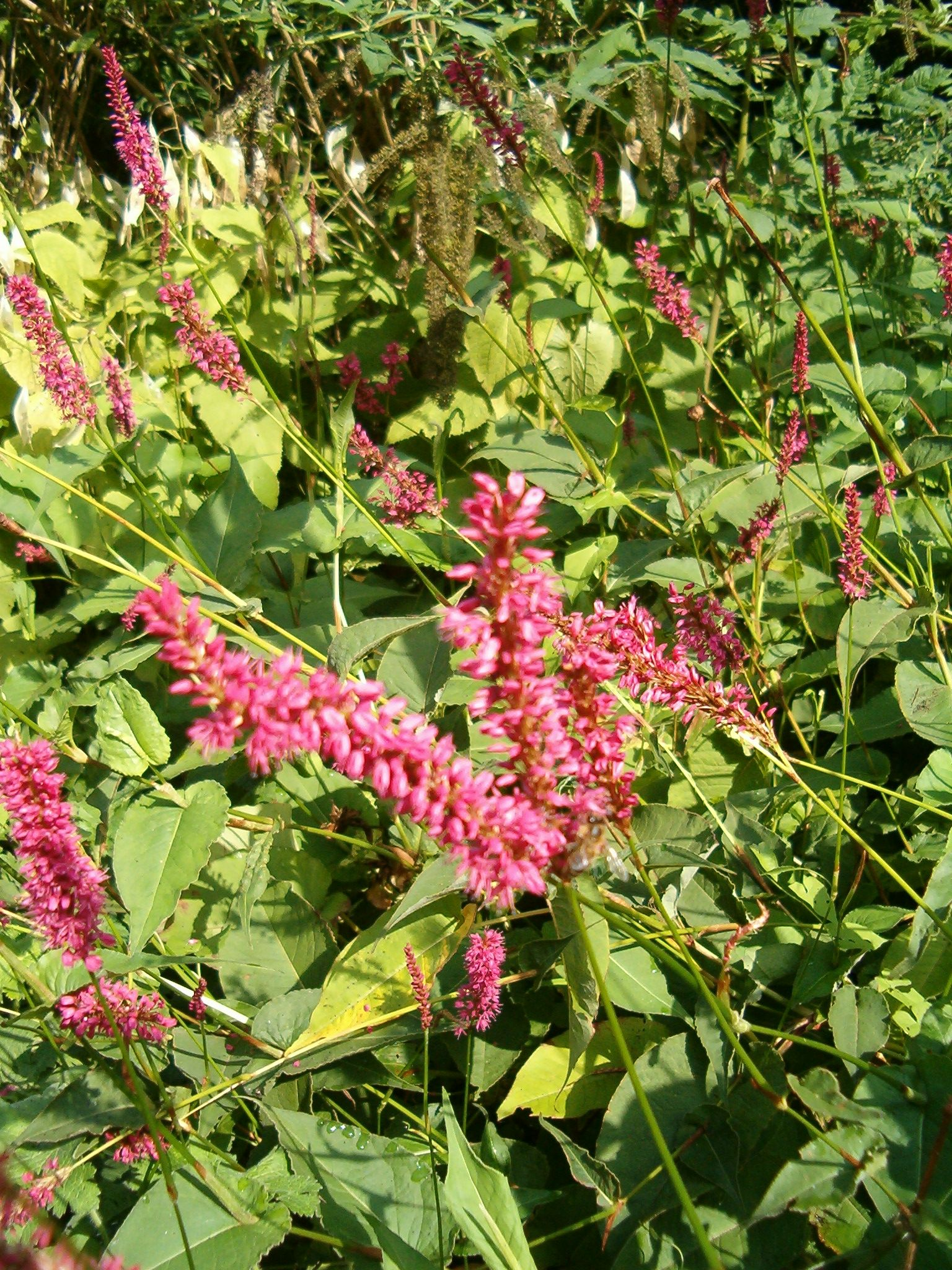
Bistorta amplexicaulis.

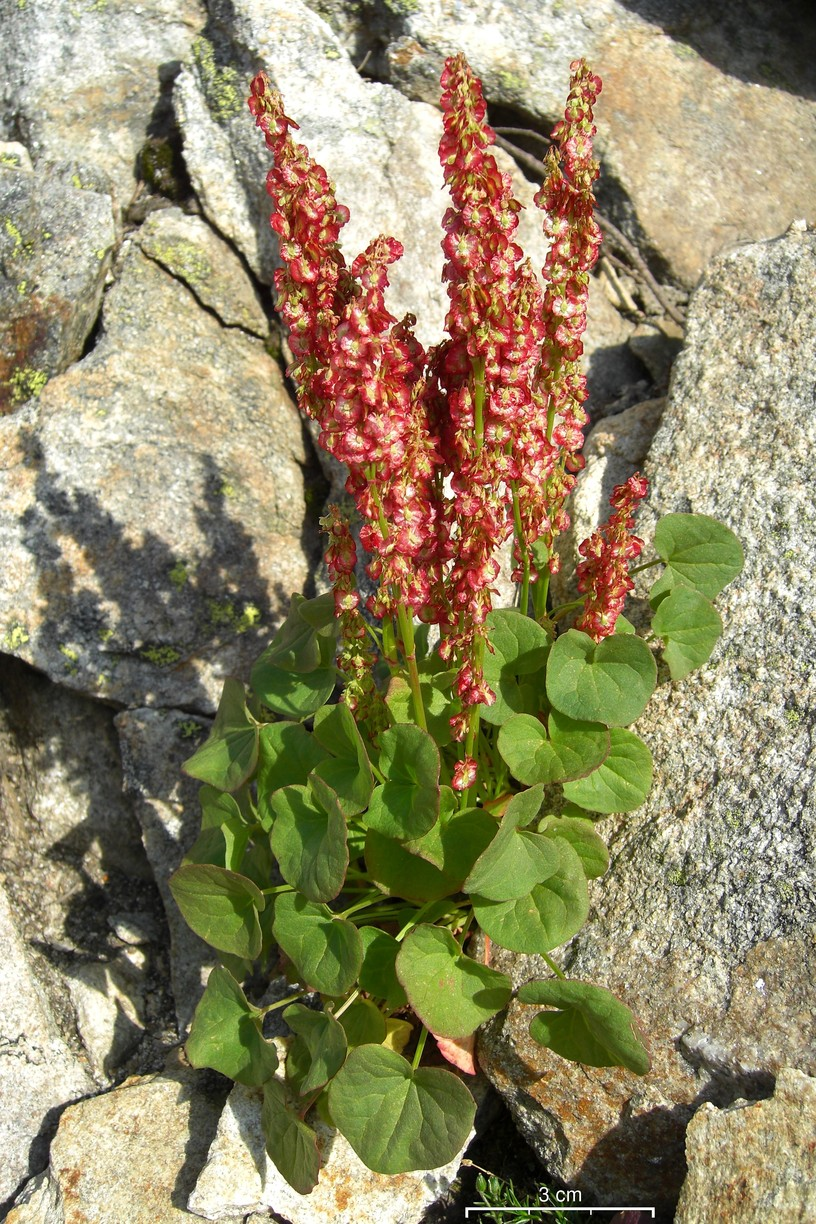
Oxyria digyna.

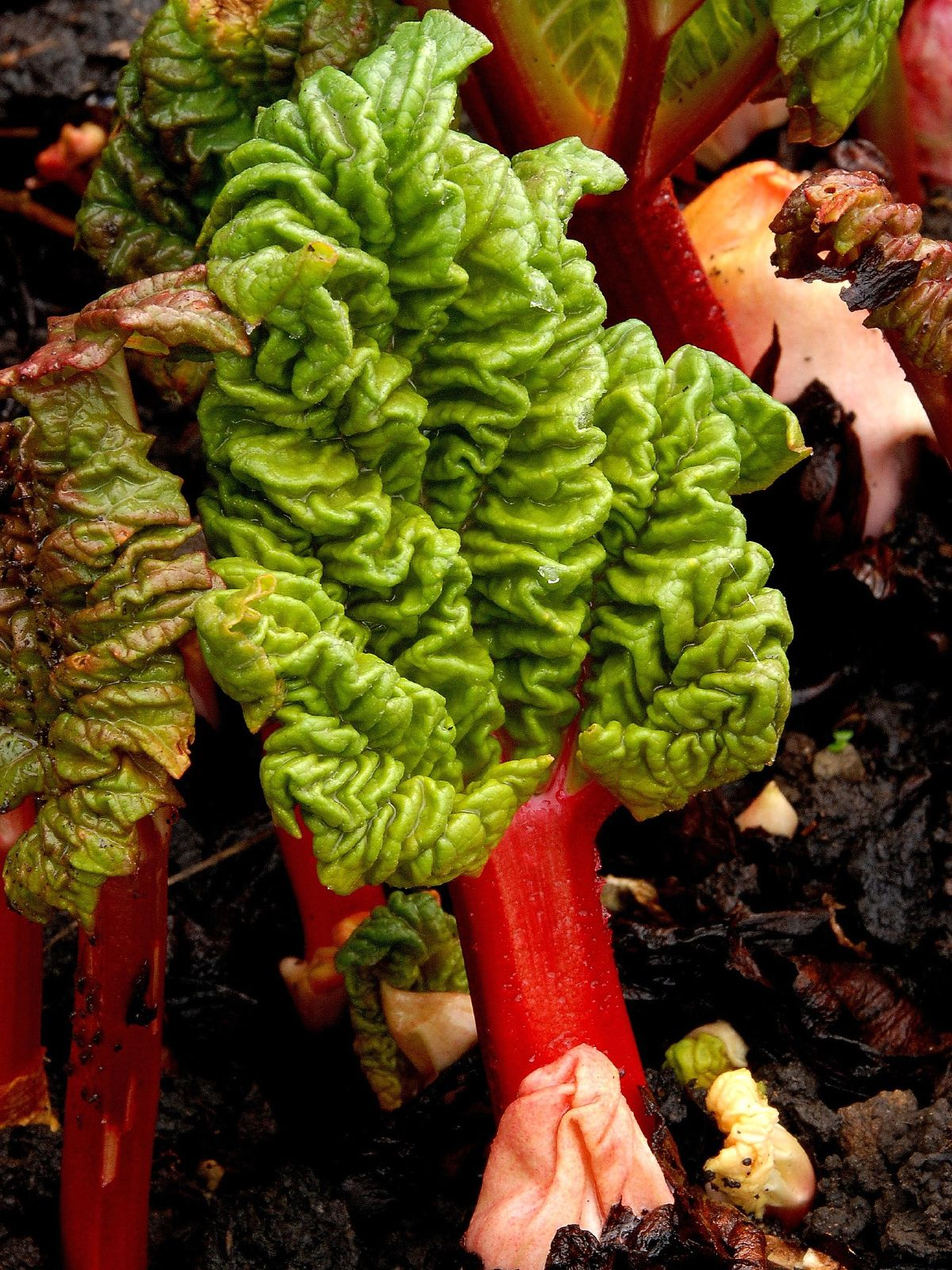
Feuille de Rhubarbe (Rheum rhabarbarum).

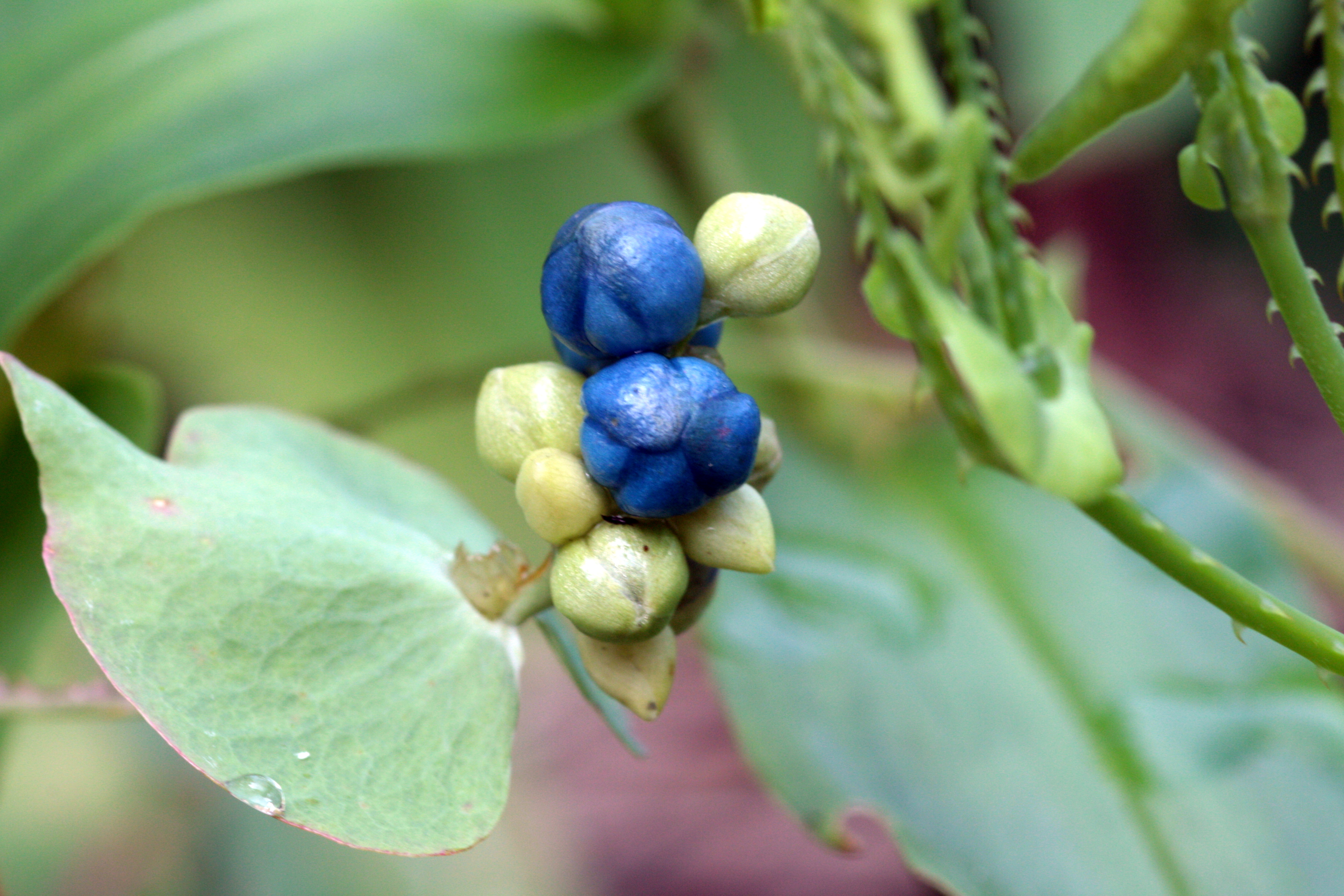
Persicaria perfoliata.

### Appareil végétatif
Ce sont des arbres, des arbustes, des grimpantes ou des herbacées, pérennes ou annuelles, pour la plupart homophylles, sauf chez certaines espèces de Polygonum qui sont donc hétérophylles. La racine est fibreuse ou pivotante solide, rarement tubéreuse. Les tiges sont généralement prostrées à dressées, parfois scandées, non scapulaires, rarement munies d'épines recourbées (pour certaines espèces de Persicaria), glabres ou pubescentes, parfois glanduleuses ; les nœuds sont généralement renflés ; les branches sont libres. Les feuilles sont le plus souvent caduques (persistantes chez Coccoloba et parfois plus d'un an chez Antigonon et Polygonella), basales ou basales et caulinaires, rarement caulinaires uniquement, le plus souvent alternes. Le pétiole est présent ou absent, rarement articulé à la base (pour les genres Fagopyrum, Fallopia, Polygonella et Polygonum), rarement avec des nectaires extrafloraux (Fallopia et Muehlenbeckia) ; le limbe foliaire est simple à bords entiers, rarement ondulé ou lobé. 

### Appareil reproducteur
Les inflorescences sont terminales ou terminales et axillaires, en épi, en racème, en panicule, en cyme ou, rarement, en capitule, comprenant des grappes simples ou ramifiées d'inflorescences composées ; les bractées sont absentes ; le pédoncule est étalé à dressé, parfois absent ; les grappes de fleurs sont sous-tendues par des bractéoles connées formant un tube membraneux persistant (ocreola), sans aube. Les fleurs sont généralement bisexuées, parfois bisexuées et unisexuées sur la même plante, rarement unisexuées uniquement, souvent avec une base stippelée distale à l'articulation. Le périanthe est souvent accrescent dans le fruit, souvent verdâtre, blanc, rose, jaune, rouge ou violet, généralement non ailé et non caréné (ailé ou, parfois, caréné chez Fallopia, rarement caréné chez Polygonum), campanulé ou urcéolé, parfois membraneux, induré ou charnu dans le fruit, développant rarement des tubercules en relief proximalement (le genre Rumex), glabre ou pubescent, parfois glanduleux ou glanduleux-puncté. Les tépales sont de deux à six, généralement en deux verticilles, distincts ou connotés proximalement et formant un tube, pétaloïdes ou sépaloïdes, monomorphes ou dimorphes.
Les fruits sont des akènes jaunâtres, bruns, rouges ou noirs, homocarpiques (parfois hétérocarpiques chez Polygonum), ailés ou non, généralement à deux ou trois cônes, parfois discoïdes, biconvexes ou sphéroïdaux, rarement à quatre cônes. Les graines ont l'embryon généralement droit ou incurvé, rarement plié.

## Liste des tribus
Selon GRIN (14 mai 2021) :
- Calligoneae
- Fagopyreae
- Oxygoneae
- Persicarieae
- Polygoneae
- Pteroxygoneae
- Rumiceae

Selon The Taxonomicon (14 mai 2021) :
- Coccolobeae Dumort., 1829
- Persicarieae Dumort., 1827
- Polygoneae
- Rumiceae
- Triplarideae C.A. Mey., 1840

## Liste des genres
Selon Catalogue of Life (14 mai 2021) :
- Atraphaxis L.
- Bactria Yurtseva & Mavrodiev
- Bistorta (L.) Scop.
- Caelestium Yurtseva & Mavrodiev
- Calligonum L.
- Duma T. M. Schust.
- Fagopyrum Mill.
- Fallopia Adans.
- Knorringia (Czukav.) Tzvelev.
- Koenigia L.
- Muehlenbeckia Meisn.
- Oxygonum Burchell ex Campderá
- Oxyria Hill
- Persicaria (L.) Mill.
- Polygonella Michx.
- Polygonum L.
- Pteropyrum Jaub. & Spach
- Pteroxygonum Damm. & Diels
- Reynoutria Houtt.
- Rheum L.
- Rumex L.

## Liste des tribus et genres
Selon l'INPN (14 mai 2021) (taxons recensés en France uniquement) :
- tribu des Fagopyreae Yonek., 2006
  - genre Fagopyrum Mill., 1754 [nom. cons.]
- genre x Polygonorumex
- tribu des Oxygoneae T.M.Schust. & Reveal, 2015
  - genre Oxygonum Burch. ex Campd., 1819
- tribu des Persicarieae Dumort., 1827
  - genre Bistorta (L.) Scop., 1754
  - genre Koenigia L., 1767
  - genre Persicaria (L.) Mill., 1754
- tribu des Polygoneae Rchb., 1832
  - genre Fallopia Adans., 1763
  - genre Muehlenbeckia Meisn., 1841
  - genre Polygonum L., 1753
  - genre Reynoutria Houtt., 1777
  - genre x Reyllopia
- tribu des Rumiceae Dumort., 1827
  - genre Emex Campd., 1819
  - genre Oxyria Hill, 1768
  - genre Rheum L., 1753
  - genre Rumex L., 1753

Selon la Base de données des plantes vasculaires du Canada (taxons recensés au Canada uniquement) :
- tribu des Persicarieae
  - genre Bistorta
  - genre Fagopyrum
  - genre Koenigia
  - genre Persicaria
- tribu des Polygoneae
  - genre Fallopia
  - genre Polygonum
  - genre Reynoutria
- tribu des Rumiceae
  - genre Oxyria
  - genre Rheum
  - genre Rumex